# Хоф (Зале)
Хоф (њем. Hof) општина је у њемачкој савезној држави Баварска. Посједује регионалну шифру (AGS) 9464000, NUTS (DE244) и LOCODE (DE HOQ) код.

## Географски и демографски подаци
Општина се налази на надморској висини од 500 метара. Површина општине износи 58,1 km². У самом мјесту је, према процјени из 2010. године, живјело 47.275 становника. Просјечна густина становништва износи 814 становника/km².

## Међународна сарадња
| Мјесто          | Држава    | Врста сарадње | Од    |
| --------------- | --------- | ------------- | ----- |
| Огден           | САД       | партнерство   | 1954. |
| Јоенсу          | Финска    | партнерство   | 1969. |
| Вилнев ла Гаран | Француска | партнерство   | 1980. |
| Хоф             | Аустрија  | пријатељство  | 1990. |
|                 | Чешка     | партнерство   | 2004. |
| Извор           |           |               |       |